# Freespace
FreeSpace je název série vesmírných simulátorů od firmy Volition Inc., odnoží autorů původního Descentu - Parallaxu. Ze smluvních důvodů se první díl v Evropě prodával pod jménem Conflict: Freespace a v USA jako Descent: Freespace. Druhý díl již nesl jednotné jméno Freespace 2.

## Historie
První díl vyšel s přídomkem The Great War (Velká válka). Později byl k němu vydán datadisk Silent Threat (Skrytá hrozba). The Great War později vyšel v ČR jako bundle k počítačovému časopisu Level. Druhý díl vychází roku 1999, odlišuje se novou plně akcelerovanou grafikou, propracovanějšími modely, texturami a novým příběhem.
V roce 2002 došlo ke zveřejnění zdrojového kódu druhého dílu, což umožnilo portaci hry do operačního systému Linux, tak i zformování fanouškovského projektu FS2Open, která, i přes svou částečnou nestabilitu,[zdroj?] přinesla do hry nové prvky.
Oba díly obsahovaly vlastní editor misí – FRED (FReespace EDitor), v němž mohli fanoušci vytvářet celé nové kampaně s vlastním dějem a za pomoci softwaru třetích stran i upravovat a vytvářet nové zbraně, lodě a jiné.

## Příběh prvního dílu
První díl začíná roku 2335, zuří válka mezi lidskou aliancí GTA a PVE, "loďstvem" rasy humanoidních Vasudanů. Po mnoha letech nerozhodných výsledků se do hry z ničehonic dostává třetí rasa, která mezi oběma znesvářenými stranami nerozlišuje. Navíc jsou jejich lodě díky záhadným energetickým štítům na první pohled nezničitelné. Byli nazváni Shivané.
Obě původně znepřátelené strany se tak musí chtě-nechtě spřátelit a společně postupovat proti novému nepříteli. Závěrem je grandiózní bitva, kdy poslední zbytky spojených armád po zničení Vasudanské domoviny brání Luciferu, vlajkové lodi Shivanů, ve zničení Země. Lucifer míří subprostorovým tunelem k Zemi, jeho zničení způsobí obrovský výbuch, který přeruší nadsvětelné spojení Země s ostatními částmi vesmíru.
Datadisk obsahuje vlastní příběh, podle něhož GTI, výzkumná odnož GTA, vytváří vlastní projekty a nakonec se dostane do křížku s celou GTA. Kampaň obsahuje necelých deset singleplayerových misí a desítky multiplayerových a také menší počet jiných novinek. Celkově byl přijat poněkud rozporuplně.

## Příběh druhého dílu
Druhý díl začíná 32 let po konci prvního. Nově vzniklá Lidsko-Vasudanská aliance GTVA existuje i nadále, kontakt se Zemí stále není, navíc zuří občanské spory aliance s NTF (Neo-Terran Front), kteří žádají očištění od Vasudanů. V této nemilé situaci se opět objevují Shivané a válka začíná nanovo. Závěr způsobuje i dodnes nespavost mnoha skalním hráčům, protože není zcela jasné, co jím chtěli autoři říci. V poslední bitvě desítky silných Shivanských lodí způsobí, že hvězda Capella exploduje jako supernova. Nebylo jasné, proč by si Shivané sami způsobili takovou ztrátu, a celá záležitost poskytla motivaci autorům misí, kteří mohli vytvářet spoustu nových alternativ děje.